# Fórum de Constantino

Mapa da Constantinopla bizantina.

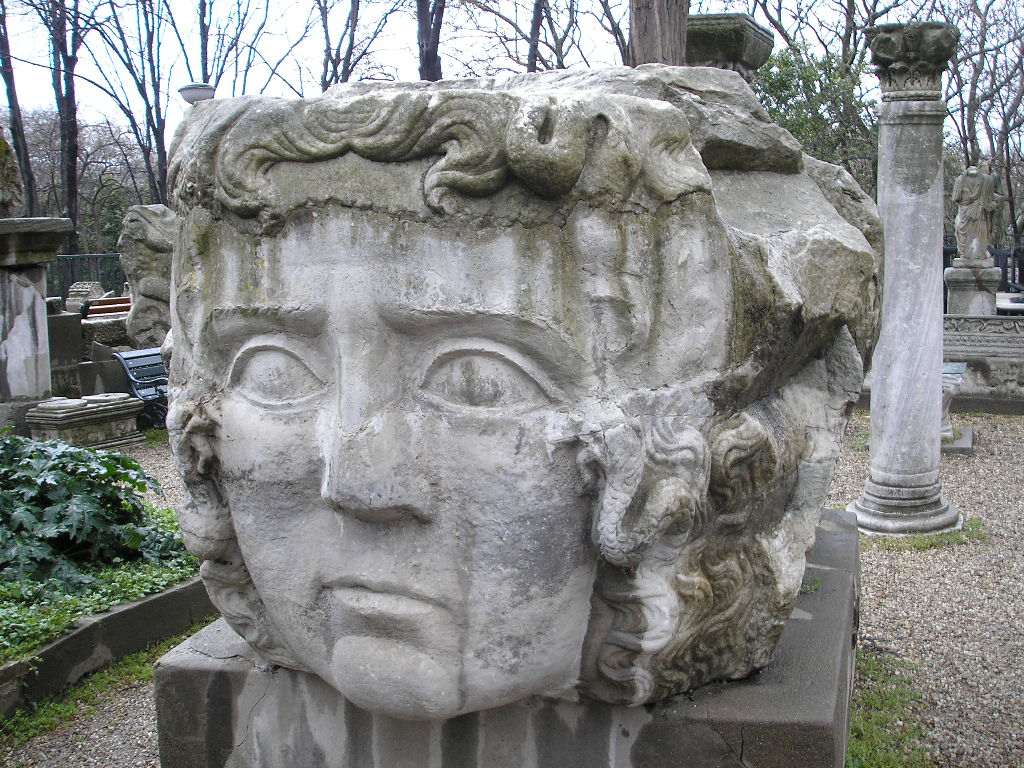
Chave que provavelmente fez parte do fórum, mantida pelo Museu Arqueológico de Istambul.

O Fórum de Constantino (em grego: Φόρος Κωνσταντίνου) foi uma praça pública (em latim: forum) de Constantinopla (agora Istambul) erigida em 330 pelo imperador romano Constantino imediatamente fora dos muros da antiga Bizâncio. Foi atravessada pela Mese, a principal via da cidade, e por conseguinte, foi um dos pontos de parada das procissões imperiais. Seu formato era circular e era adornada por duas portas monumentais, à leste e oeste, arcos de mármore, colunas de pórfiro e inúmeras estátuas, incluindo animais (golfinho, elefante) deuses e criaturas mitológicas (hipocampos, o julgamento de Páris, Paládio, Atena, Tétis, Ártemis e possivelmente, Posidão, Asclépio e Dionísio).
Havia também uma representação de Constantino e sua mãe Helena segurando uma cruz e havia uma escultura de um Tique segurando um módio; sob o reinado de Miguel I Rangabe (r. 811–813) as mãos da escultura foram cortadas devido à revoltas populares. Uma das duas casas do senado construídas por Constantino foi alojada no fórum. No centro havia uma coluna triunfal de pórfiro, atualmente conhecida como Çemberlitaş, dedicada a Constantino. Em seu topo havia uma estátua do imperador que em 1106 baqueou e foi substituída por Manuel I Comneno (r. 1143–1180) por uma cruz.